# Јарцево
Јарцево (рус. Ярцево) град је у европском делу Руске Федерације и административни центар Јарцевског рејона смештеног у централном делу Смоленске области.
Према процени националне статистичке службе, у граду је 2014. живело 46.266 становника и четврти је по величини град Смоленшчине, после Смоленска, Вјазме и Рославља.

## Географија
Јарцево се налази у централном делу Смоленске области, на левој обали реке Воп (десне притоке Дњепра), на око 63 км североисточно од адмнистративног центра области Смоленска, и на око 350 км западно од главног града Москве. Важна је саобраћајна раскрсница на аутопуту и железници која повезује Москву са Белорусијом.

## Историја
У писаним изворима насеље се први пут помиње 1610. (иако је извесно да је постојало и знатно раније) у једној повељи пољског краља Сигизмунда III којом село Јарцево дарује у феуд извесном смоленском књазу Тимофеју Шушерину. Нешто касније, 1880. варошица постаје позната по великом штрајку радника.
Варошица Јарцево 1926. добија административни статус града рејонске субординације (средиште рејона)

## Становништво
Према подацима са пописа становништва 2010. у граду је живело 47.853 становника, док је према проценама за 2014. град имао 46.266 становника.
| 1897.  | 1959.  | 1970.  | 1979.  | 1989.  | 2002.  | 2010.  | 2014.  |
| ------ | ------ | ------ | ------ | ------ | ------ | ------ | ------ |
| 18.300 | 25.558 | 36.662 | 40.674 | 52.304 | 52.617 | 47.853 | 46.266 |